# Lipowe (roślina)
Lipowe (Tilioideae Arnott) – podrodzina roślin w obrębie ślazowatych w jednych systemach klasyfikacyjnych lub samodzielna rodzina lipowate (Tiliaceae) w innych. W zależności od systemu klasyfikacyjnego znacznie zróżnicowana jest wielkość rodziny. Dawniej zaliczano tu nawet 50 rodzajów z 450 gatunkami, które później okazały się należeć do różnych linii rozwojowych w obrębie ślazowatych sensu lato. Współcześnie (np. według Angiosperm Phylogeny Website) należą tu tylko 3 rodzaje z 50 gatunkami. We florze Polski występuje tylko jeden rodzaj należący do tej rodziny – lipa.

## Charakterystyka
Drzewa i krzewy. Ogonki liściowe zebrane pierścieniowo z wewnętrznymi pasmami łyka i odwróconymi wiązkami. Ulistnienie nakrzyżległe. Kielich wolny. Prątniczki i pręciki naprzeciw płatków korony. Miejsce naprzeciw działek kielicha wolne. Słupkowie naprzeciw działek kielicha. Liścienie sfałdowane. 41 chromosomów haploidalnych.

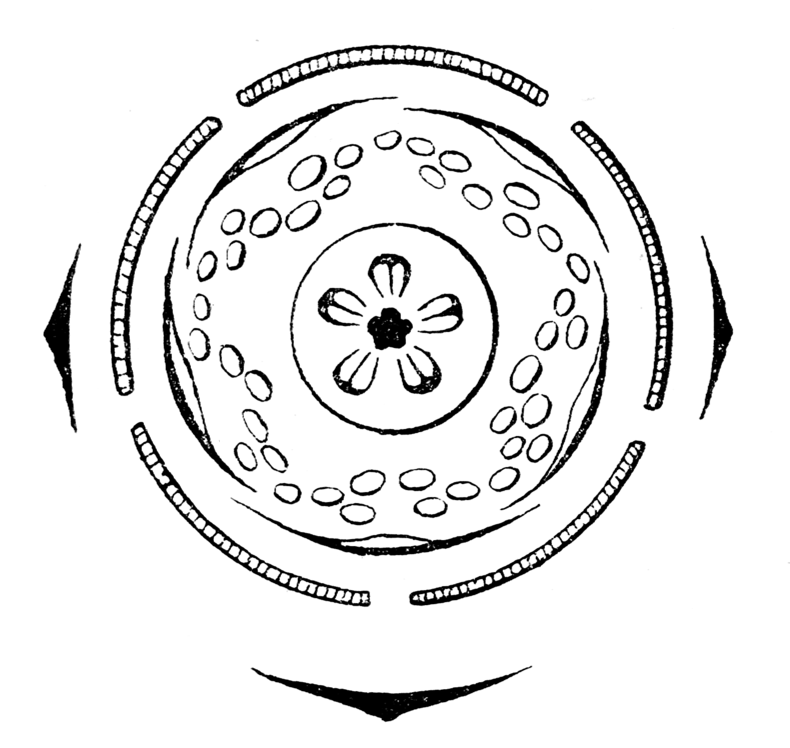
Diagram kwiatowy lipy

## Systematyka
Pozycja podrodziny według APweb (2001...) (aktualizowany system APG II)
Takson w randze podrodziny znajduje się w politomii z kilkoma innymi podrodzinami ślazowatych. W stosunku do dawniejszych podziałów (np. system Cronquista z 1981, system Reveala z 1993) APweb wyłącza z rodziny liczne rodzaje w odrębne podrodziny głównie Brownlowioideae i Grewioideae.
|  | Grewioideae                                            |
|  |                                                        |
|  | Byttnerioideae dawniej w zatwarowatych (Sterculiaceae) |
|  |                                                        |

|  | Brownlowioideae dawniej w lipowatych (Tiliaceae) lub jako rodzina Brownlowiaceae                                                        |
|  | |
|  | Dombeyoideae dawniej w zatwarowatych Sterculiaceae                                                                                      |
|  | |
|  | Helicteroideae dawniej w zatwarowatych Sterculiaceae                                                                                    |
|  | |
|  | Sterculioideae dawniej w zatwarowatych Sterculiaceae                                                                                    |
|  | |
|  | lipowe (Tilioideae) dawniej jako Tiliaceae                                                                                              |
|  | |
|  | \| \| ślazowe (Malvoideae) dawniej Malvaceae \| \| \| \| \| \| wełniakowe (Bombacoideae) dawniej wełniakowate (Bombacaceae) \| \| \| \| |
|  | |
|  | ślazowe (Malvoideae) dawniej Malvaceae                                                                                                  |
|  | |
|  | wełniakowe (Bombacoideae) dawniej wełniakowate (Bombacaceae)                                                                            |
|  | |

|  | ślazowe (Malvoideae) dawniej Malvaceae                       |
|  |                                                              |
|  | wełniakowe (Bombacoideae) dawniej wełniakowate (Bombacaceae) |
|  |                                                              |

|  | Grewioideae                                            |
|  |                                                        |
|  | Byttnerioideae dawniej w zatwarowatych (Sterculiaceae) |
|  |                                                        |

|  | Brownlowioideae dawniej w lipowatych (Tiliaceae) lub jako rodzina Brownlowiaceae                                                        |
|  | |
|  | Dombeyoideae dawniej w zatwarowatych Sterculiaceae                                                                                      |
|  | |
|  | Helicteroideae dawniej w zatwarowatych Sterculiaceae                                                                                    |
|  | |
|  | Sterculioideae dawniej w zatwarowatych Sterculiaceae                                                                                    |
|  | |
|  | lipowe (Tilioideae) dawniej jako Tiliaceae                                                                                              |
|  | |
|  | \| \| ślazowe (Malvoideae) dawniej Malvaceae \| \| \| \| \| \| wełniakowe (Bombacoideae) dawniej wełniakowate (Bombacaceae) \| \| \| \| |
|  | |
|  | ślazowe (Malvoideae) dawniej Malvaceae                                                                                                  |
|  | |
|  | wełniakowe (Bombacoideae) dawniej wełniakowate (Bombacaceae)                                                                            |
|  | |

|  | ślazowe (Malvoideae) dawniej Malvaceae                       |
|  |                                                              |
|  | wełniakowe (Bombacoideae) dawniej wełniakowate (Bombacaceae) |
|  |                                                              |

Podział według APweb (2001...) (aktualizowany system APG II) i GRIN
- rodzaj: Craigia W. W. Sm. & W. E. Evans
- rodzaj: Mortoniodendron Standl. & Steyerm.
- rodzaj: Tilia L. – lipa

Pozycja w systemie Reveala (1993–1999)
Gromada okrytonasienne (Magnoliophyta Cronquist), podgromada Magnoliophytina Frohne & U. Jensen ex Reveal, klasa Rosopsida Batsch, podklasa ukęślowe (Dilleniidae Takht. ex Reveal & Tahkt.), nadrząd Malvanae Takht., rząd ślazowce (Malvales Dumort.), podrząd Tiliineae Rchb., rodzina lipowate (Tiliaceae Juss.). Do rodziny w takim ujęciu zaliczanych jest 51 rodzajów.
Podział na rodzaje w ujęciu Reveala według Crescent Bloom
| - Ancistrocarpus Oliv. - Apeiba Aubl. - Asterophorum Sprague - Berrya Roxb. - Brownlowia Roxb. - Burretiodendron Rehder - Carpodiptera Griseb. - Christiana DC. - Clappertonia Meisn. - Colona Cav. - Corchoropsis Siebold & Zucc. - Corchorus L. – juta - Craigia W.W.Sm. & W.E.Evans - Desplatsia Bocq. - Dicraspidia Standl. - Diplodiscus Turcz. - Duboscia Bocquet - Eleutherostylis Burret - Entelea R.Br. - Erinocarpus Nimmo ex J.Graham - Glyphaea Hook.f. - Goethalsia Pittier - Grewia L. - Hainania Merr. - Hasseltia Kunth - Hasseltiopsis Sleumer | - Heliocarpus L. - Hydrogaster Kuhlm. - Jarandersonia Kosterm. - Luehea Willd. - Lueheopsis Burret - Macrohasseltia L.O.Williams - Microcos L. - Mollia Mart. - Mortoniodendron Standl. & Steyerm. - Neotessmannia Burret - Pentace Hassk. - Pentaplaris L.O.Williams & Standl. - Petenaea Lundell - Pityranthe Thwaites - Pleuranthodendron L.O.Williams - Pseudocorchorus Capuron - Schoutenia Korth. - Sicrea (Pierre) Hallier f. - Sparmannia L.f. – sparmania - Tetralix Griseb. - Tilia L. – lipa - Trichospermum Blume - Triumfetta L. - Vasivaea Baill. - Westphalina A.Robyns & Bamps |